# Anopheles okuensis
Anopheles okuensis är en tvåvingeart som beskrevs av Brunhes, Le Goff och Geoffroy 1997. Anopheles okuensis ingår i släktet Anopheles och familjen stickmyggor. Inga underarter finns listade i Catalogue of Life.